# Yeşilova (Yeşilhisar)
Yeşilova ist ein früheres Dorf und heute ein Ortsteil von Yeşilhisar im gleichnamigen Bezirk Yeşilhisar der türkischen Provinz Kayseri.
Yeşilova liegt im Süden des Bezirks etwa 20 Kilometer südöstlich von Yeşilhisar und 60 Kilometer südlich des Provinzzentrums Kayseri. Der Ort liegt an einer Landstraße, die etwa zehn Kilometer nordwestlich von der Fernstraße D-805 abzweigt, und ist darüber mit Yeşilhisar verbunden. Die Straße führt im Südosten weiter nach Yahyalı. Nördlich von Yeşilova befindet sich der Sultansazlığı-Nationalpark, ein zum Naturschutzgebiet erklärtes Sumpfgebiet mit reichhaltiger Vogelwelt.
Beim Ort wurde die späthethitische Inschrift von Eğriköy  in luwischen Hieroglyphen gefunden, die heute im Archäologischen Museum Kayseri ausgestellt ist.